# 전오륜
전오륜 (全五倫, 1334년~1425년)은 고려의 관리로, 두문동 72현 중의 한 명이다. 본관은 정선(旌善)으로, 대제학 전분(全賁)의 아들이다.
1357년 공민왕(恭愍王) 6년(丁酉)에 국자감 생원으로 입학하고 이듬해 1358년 음직(蔭職)으로 봉선고판관(奉先庫判官)에 출사(出仕)하였다.
1360년 과거 문과에 급제하였으며, 합천지군사(陜川知郡事郡守)와 진주목사(晉州牧使)를 지냈다. 공민왕 18년(己酉 1369년)에는 삼남지방(三南地方)에 흉년이 들고 왜구의 침략이 잦자 왕은 公을 경상도안렴사(慶尙道按廉使)로 임명하여 이 지방을 안정(安定)하게 하였다. 1391년 4월 우상시(右常侍)에 임명되었고, 같은해 11월에는 좌산기상시(左散騎常侍), 12월에는 형조판서가 되었다. 이듬해인 1392년 고려가 망하고 조선이 들어서자 성석린 등과 함께 본향안치(本鄕安置)의 처분을 받았다. 서운산에 은거한지 30여년후 합천지군사를 지낸 아들 맹겸의 집에서 세종 7년(1425) 사망하였다. 묘는 합천군 봉산면 원촌리에 묻혔다가 합천댐 건설로 1986년 정선군 남면 낙동리 서운산 문중묘역으로 이장하였다. 

## 가계
- 조부 : 전우화(全遇和)
- 조모 : ?
  - 아버지: 전분(全賁)
  - 어머니 : ?
    - 부인 : ?
      - 아들: 전맹겸(全孟謙)
      - 아들 : 전숙겸(全淑謙)
      - 아들 : 전유겸(錢惟謙)
      - 아들 : 전계겸(前階謙)
        - 손자: 전효우(全孝宇)